# Utrka na 5000 m momčadski na Olimpijskim igrama
Osvajači olimpijskih medalja u atletici za muškarce u disciplini 5000 m momčadski, koja se u programu Igara našla samo jedanput, prikazani su u sljedećoj tablici:
| Olimpijske igre | Zlato                                                                       | Srebro                                                                               | Bronca |
| Pariz 1900.     | VBR Charles Bennett John Rimmer Sydney Robinson Alfred Tysoe Stanley Rowley | FRA Henri Deloge Gaston Ragueneau Jacques Chastanié André Castanet Michel Champoudry | —      |